# Adelheid Bonnemann-Böhner
Adelheid Bonnemann-Böhner, verheiratete Adelheid Bahr, geborene Adelheid Maria Elisabeth Böhner, (* 4. Oktober 1935) ist eine deutsche Erziehungswissenschaftlerin.

## Leben
Böhner studierte zunächst Germanistik, Romanistik und Philosophie (M.A. 1965) und anschließend Erziehungswissenschaften und Psychologie; Abschluss als Diplom-Pädagogin 1972.
Von 1965 bis 1968 war sie Assistentin an der FU Berlin, von 1968 bis 1974 Dozentin an Fachschulen für Sozialwesen in Berlin und Kiel.
Von 1974 bis 2001 war sie Professorin am Fachbereich Sozialwesen der Fachhochschule Kiel. 2011 heiratete sie ihren langjährigen Lebensgefährten Egon Bahr (1922–2015).

## Veröffentlichungen
- Hg: Warum wir Frieden und Freundschaft mit Russland brauchen: ein Aufruf an alle. Westend Verlag 2018, ISBN 978-3-86489-236-3.[1]